# Le Petit Vingtième

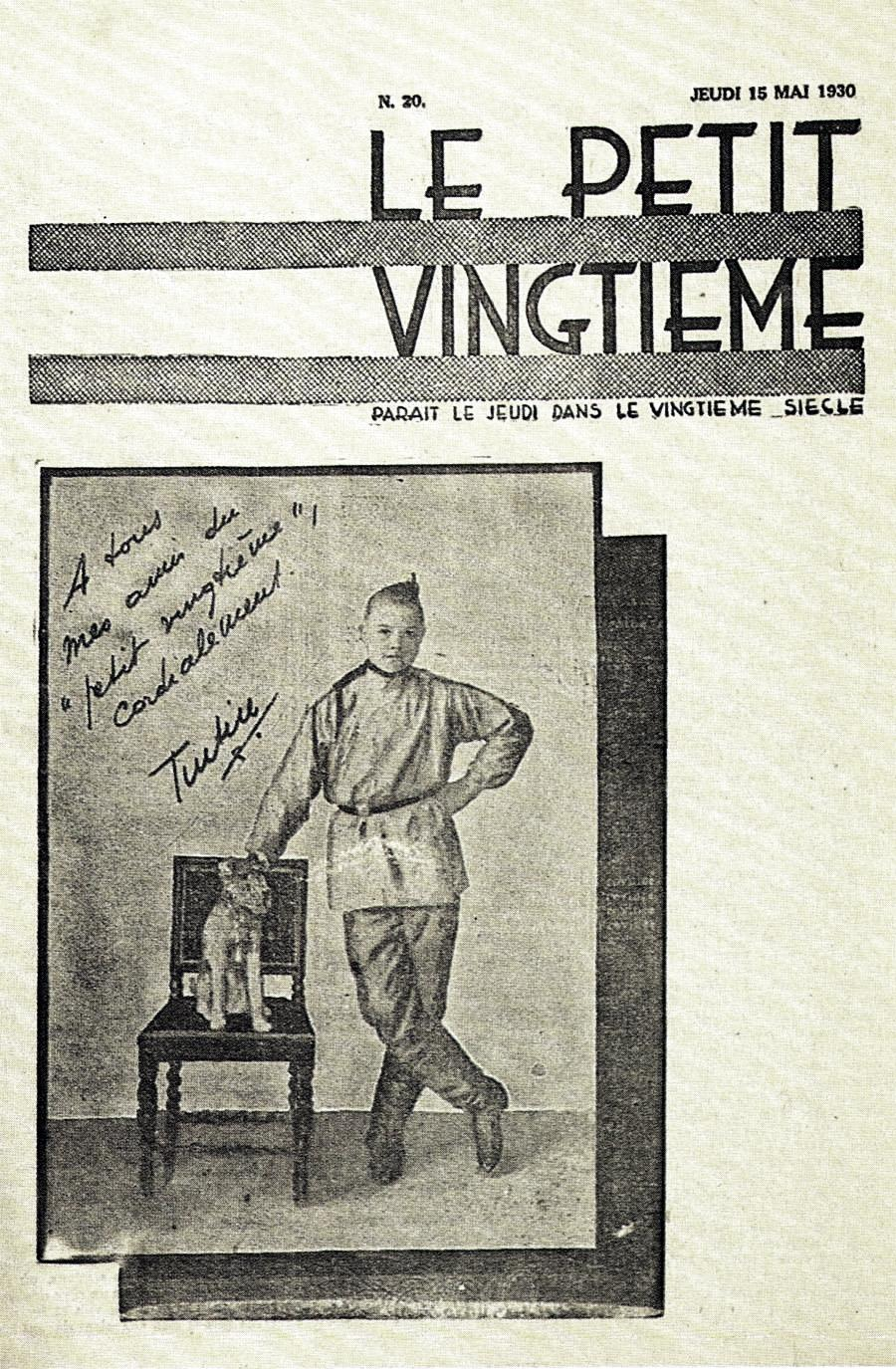
Framsidan på Le Petit Vingtième, 15 maj-numret 1930.

Le Petit Vingtième (franska för "Lilla Tjugonde") var en veckovis utgiven barnbilaga till den belgiska katolska nyhetstidningen Le XXe Siécle/Le Vingtième Siècle ("Det tjugonde århundradet"). Bilagan gavs ut mellan 1 november 1928 och 8 maj 1940 och innehöll bland annat tecknade serier.
Bilagan skapades i syfte att utvidga läsekretsen på initiativ av chefredaktören abbé Norbert Wallez som gav en viss Hergé huvudansvaret för den. Från början tecknade Hergé "Flup, Nénesse, Pousette et Cochonnet" till text och manus som skrevs av en sportredaktör på huvudtidningen.
Hergé blev dock snabbt uttråkad av både samarbetet och de trötta skämten, vilket ledde till att första avsnittet av hans enmansprojekt "Tintin i Sovjet" publicerades i "Le Petit Vingtième" 10 januari 1929. Det sista Tintinäventyret som publicerades i sin helhet i denna bilaga var Kung Ottokars spira, en svart-vit följetong som gick mellan 4 augusti 1938 och 10 augusti 1939.
Hergé arbetade med Le Petit Vingtième ända tills utgivningen av  Le Vingtième Siècle upphörde 9 maj 1940 på grund av att det pågående andra världskriget tilltog i intensitet, och den pågående följetongen om Det svarta guldet avbröts mitt i handlingen. Förutom Tintin publicerade Hergé även de första äventyren med Smecken & Sulan samt Johan, Lotta & Jocko i bilagan. 
Hergé återupptog utgivningen av sina äventyr i Le Soir Jeunesse, en motsvarande barnbilaga till den i Bryssel utgivna dagstidningen Le Soir senare samma år, dock ej med fortsättningen av Det svarta guldet utan med Krabban med guldklorna.